# Florida Flame 2004-2005
La stagione 2004-05 dei Florida Flame fu la 4ª nella NBA D-League per la franchigia.
I Florida Flame arrivarono sesti nella NBA D-League con un record di 17-31, non qualificandosi per i play-off.

## Roster
| N° | Naz.                   | Ruolo | Sportivo         | Anno | Alt. | Peso |
| -- | ---------------------- | ----- | ---------------- | ---- | ---- | ---- |
| 4  | Stati Uniti (bandiera) | C     | Kendall Dartez   | 1980 | 208  | 102  |
| 12 | Stati Uniti (bandiera) | P     | Kevin Braswell   | 1979 | 188  | 86   |
| 15 | Stati Uniti (bandiera) | A     | Hiram Fuller     | 1981 | 206  | 109  |
| 17 | Stati Uniti (bandiera) | G     | Smush Parker     | 1981 | 193  | 86   |
| 21 | Stati Uniti (bandiera) | AG    | Darius Rice      | 1982 | 208  | 101  |
| 22 | Stati Uniti (bandiera) | GA    | Tim Pickett      | 1981 | 193  | 84   |
| 23 | Canada (bandiera)      | G     | Carl English     | 1981 | 196  | 93   |
| 24 | Stati Uniti (bandiera) | AC    | DeAngelo Collins | 1980 | 208  | 104  |
| 24 | Stati Uniti (bandiera) | A     | Tremaine Fowlkes | 1976 | 203  | 100  |
| 31 | Stati Uniti (bandiera) | A     | Byron Mouton     | 1978 | 198  | 97   |
| 32 | Stati Uniti (bandiera) | G     | Marcus Moore     | 1980 | 198  | 94   |
| 35 | Stati Uniti (bandiera) | A     | Kirk Haston      | 1979 | 206  | 110  |
| 37 | Stati Uniti (bandiera) | A     | Tim Washington   | 1979 | 206  | 107  |
| 42 | Stati Uniti (bandiera) | C     | Jeff Aubry       | 1977 | 211  | 113  |
| 52 | Stati Uniti (bandiera) | C     | John Flippen     | 1980 | 218  | 132  |
| 54 | Stati Uniti (bandiera) | C     | Sean Finn        | 1982 | 213  | 109  |

## Staff tecnico
- Allenatore: Dennis Johnson
- Vice-allenatore: Terry Thimlar
- Preparatore atletico: Al Lukomski